# جزيرة رانتاو الصغرى
جزيرة رانتاو الصغرى وهي جزيرة من جزر إندونيسيا، وتقع مقاطعة باسر في إقليم كالمنتان الشرقية في إندونيسيا.